# Conquête du Khanat de Sibir

Khanat de Sibir.

Le Khanat de Sibir était un État musulman situé juste à l'est des montagnes moyennes de l'Oural. Sa conquête par Ermak Timofeïévitch en 1582 fut le premier événement de la conquête russe de la Sibérie.

## Contexte

### Russie

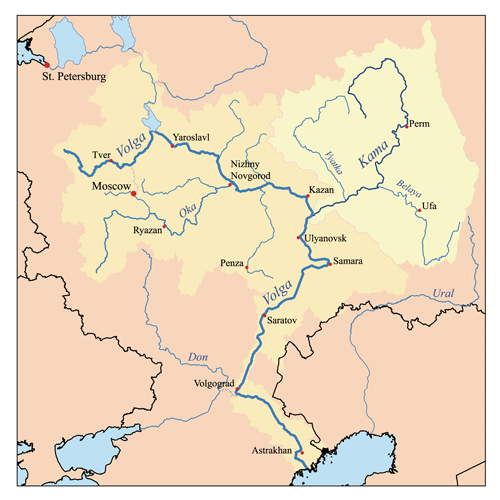
À l'ouest de l'Oural : la rivière Kama et Perm.

La république de Novgorod a développé un empire de commerce des fourrures dans le nord de la Russie jusqu'au nord de l'Oural et un peu au-delà. À l'est de Novgorod, le territoire tombait progressivement sous le contrôle de Moscou. Entre Moscou et l'Oural se trouvait le Khanat de Kazan, qui se sépara de la Horde d'Or vers 1438. En 1478, Moscou captura Novgorod et en 1552, Kazan. Cela a ouvert la région de Perm et de la rivière Kama au nord-est de Kazan. En 1558, les Stroganoff reçurent un grand fief dans la région et commencèrent à le développer. Il y avait une résistance indigène dispersée. En 1573, le Khan de Sibir envoya son neveu attaquer les terres des Stroganoff. Moscou a répondu avec une charte autorisant effectivement les Stroganoff à lancer une guerre privée contre le Khan, mais cette loi n'a pas été mise en œuvre.

### Sibérie

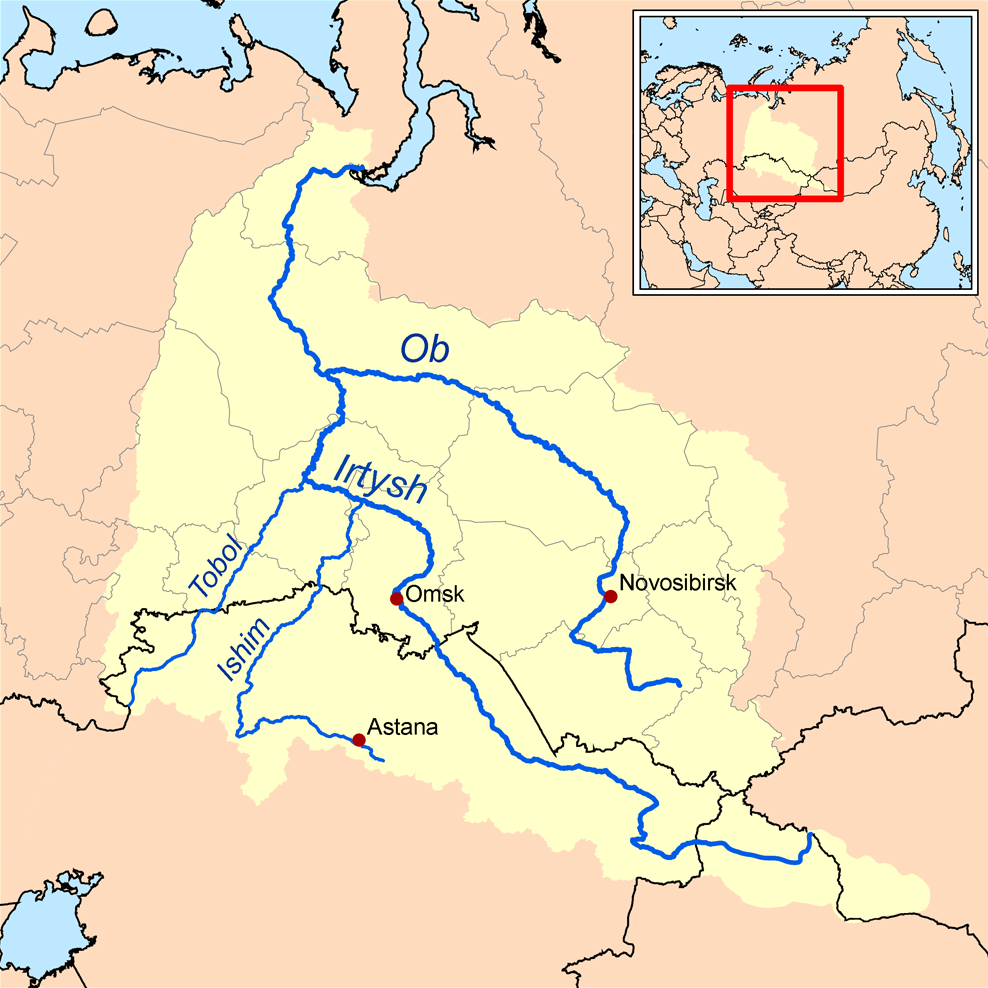
La zone située entre le Tobol et l'Ob fait partie de l'Irtych. Les rivières Toura et Tavda se jettent dans le Tobol.

L'Oural moyen, à la latitude de Perm, est assez bas et facile à traverser. La région était habitée par les voguls (mansi) et, au nord de Tobolsk, par les ostiaks (peuple khanty). À un moment donné, un groupe de tatars de Sibérie (en) fonda le Khanat de Sibir et forma une classe dirigeante militaire sur une population non musulmane. Ces "tatars" étaient en partie des musulmans turco-mongols venus du sud et en partie des convertis locaux à l'islam. Deux clans se disputaient le pouvoir. Les Chaybanides étaient les descendants de Gengis Khan. Les Taibugides (en) étaient probablement d'origine locale. En 1563, Koutchoum, un Chaybanides, a vaincu son adversaire Taibugides et s'est emparé du trône. Avant 1571, le Khanat payait un tribut limité à Moscou.
Les Chroniques sibériennes (en) sont incomplètes et contradictoires tout comme les sources secondaires en anglais. Ce récit fait suite à Lantzeff qui semble être le récit le plus complet en anglais. Lantzeff suit le SV Bakhruskin. Les principaux problèmes sont l'année de début de l'expédition, les détails de l'itinéraire et le lieu de la bataille de Sibir.

## Conquête de Sibir
Ermak a commencé sa carrière en tant que pirate fluvial quelque part sur la Volga. Vers 1577, les pirates furent dispersés par la Moscovie. Ermak est arrivé à Perm quelque temps plus tard (peut-être en 1579). Son objectif en envahissant la Sibérie n’est pas clair. Il semble qu'il s'agisse d'une sorte de reconnaissance en force qui s'est transformée en conquête lorsque le Khanat s'est révélé faible. Il n'est pas clair si Ermak est parti de sa propre initiative, s'il a été envoyé par les Stroganoff, ou si les Stroganoff l'ont encouragé à partir pour se débarrasser d'un groupe dangereux d'hommes armés. Ermak avait 540 cosaques avec lui. Les Stroganoff ont fourni la plupart des fournitures et 300 autres hommes, pour la plupart des soi-disant "litva", ou prisonniers de guerre détenus par les Stroganoff.
Ermak quitta Perm probablement au cours de l'été 1581. (Fisher le fait partir en septembre 1579 et prendre Sibir en octobre 1581. Lincoln le fait partir le 1er septembre 1582 et conquérir Sibir trois mois plus tard. Naumov dit que les historiens de la fin du XXe siècle ont fixé 1582 comme date de début, mais cela laisse peu de temps pour la construction de bateaux sur la Toura si Sibir a été capturée en 1582, date acceptée par Naumov). Il a navigué vers le sud sur la rivière Tchoussovaïa. Lorsque la rivière devenait peu profonde et que le temps devenait froid, il construisit des quartiers d'hiver dans les montagnes. D'ici, il a attaqué les mansi locaux, dont la nouvelle a provoqué plus tard l'opposition des indigènes. Au printemps, il traversa l'Oural jusqu'à la rivière Barancha (selon Lantzeff, mais la Barancha se trouve un peu au nord de la latitude de Perm). Il construisait des radeaux, descendait la rivière et transformait les radeaux en bateaux lorsque la rivière devenait suffisamment profonde. En entrant dans la rivière Toura, il a navigué en aval (sud-est) et a vaincu un prince indigène nommé Epancha sur le site ultérieur de Tourinsk. (Naumov pense qu'Ivan Koltso et 300 hommes, probablement les 300 de Stroganoff, ont rejoint Ermak à ce stade, mais d'autres sources ne le mentionnent pas). En continuant sur la Toura, il captura Tioumen (selon la chronique de Remizov, mais Bakhruskin pense que le fort ici avait été abandonné). En atteignant la rivière Tobol, ils ont vaincu une force indigène, ont navigué en aval (vers le nord) et on gagné plus tard deux autres batailles avant d'atteindre l'embouchure de la rivière Tavda. À vingt milles en aval du Tavda, ils livrèrent une autre bataille, puis s'emparèrent d'un village indigène où ils se reposèrent pendant un mois (ce retard si proche de l'ennemi, s'il se produisait, semble très étrange).
En quittant le camp, ils ont navigué 12 milles sur le Tobol jusqu'à sa jonction avec la rivière Irtych à l'actuel Tobolsk. À 12 milles à l'est de l'Irtych se trouvait Sibir. Les russes ont capturé le village d'Atik-Murza comme base et ont attaqué Sibir sans succès. Quelques jours plus tard, ils attaquèrent à nouveau. Le commandant, Mamet-Kul, a été blessé, ce qui a entraîné une désorganisation. Les ostiaks se sont brisés en premier, puis les voguls, ne laissant que les tatars. Koutchoum s'enfuit pendant la nuit et les russes entrèrent dans sa capitale le lendemain matin, probablement en octobre 1582. Les russes avaient perdu 107 hommes. (La bataille du cap Chuvash (en) donne un récit légèrement différent. Grousset fait combattre "dans un camp fortifié à l'embouchure du Tobol pour protéger les abords de Sibir". Naumov l'a "non loin de Sibir". Un fort gardait peut-être la ville plus en amont, mais l'affaire n'est pas claire.)

## Occupation
Au cours des mois suivants, divers chefs indigènes ont présenté leur soumission. Ermak, peut-être de manière inattendue, se retrouva à la tête d'un khanat et envoya Ivan Koltso, 50 hommes et 5 200 fourrures à Moscou pour annoncer sa conquête. Pendant ce temps, les ostiaks et les voguls attaquaient les territoires de Perm. Ivan le Terrible pensa qu'Ermak avait provoqué cela et envoya une lettre de colère aux Stroganoff exigeant le rappel d'Ermak pour protéger Perm. Quelques jours plus tard, les envoyés d'Ermak atteignirent Moscou. Le tsar changea immédiatement d'avis et promit d'envoyer un voïvode et des troupes. Il a envoyé des cadeaux à Ermak, dont la célèbre armure.
Les cosaques envoyèrent des raids pour récupérer le iassak. Bogdan Briazga descendit l'Irtych vers le nord jusqu'à son confluent avec l'Ob. Ermak a exploré le Tavda.
On ne sait pas exactement où se trouvait Koutchoum à ce moment-là. Son neveu, Mamet-Kul, attaqua les russes à plusieurs reprises, mais fut capturé sur la rivière Vagaï et envoyé à Moscou, où il fit plus tard une carrière honorable sous le nom de Sibirsky (en). Seid Akhmat, le rival Taibugides de Koutchoum, est revenu dans la région et a gagné quelques partisans. "Le Karacha (en)" (un ancien fonctionnaire de Koutchoum) a demandé à Ermak de l'aider à combattre les nomades des steppes. Lorsque les quarante cosaques d'Ivan Koltso arrivèrent, ils furent assassinés. Une expédition punitive fut vaincue, ce qui semble avoir déclenché un soulèvement général et il devint dangereux de quitter le fort de Sibir. Vers cette époque (novembre 1584), 500 renforts, dont Streltsy, arrivèrent de Russie. La nourriture était insuffisante et il y a eu de nombreux décès au cours de l'hiver. En mars, les Karacha assiégèrent Sibir. Deux mois plus tard, il fut brisé par une sortie (Naumov a la sortie en mars).
En août 1585, Ermak apprit qu'une caravane arrivait du sud et que Koutchoum l'attendait pour la piller. Il remonta l'Irtych pour capturer soit la caravane, soit Koutchoum mais découvrit qu'il n'y avait pas de caravane. De retour, il campa à l'embouchure de la rivière Vagaï, à environ 25 milles en amont de Tobolsk. La nuit était orageuse et la surveillance insuffisante. Les hommes de Koutchoum attaquèrent et la plupart des russes furent tués dans leur sommeil. L'histoire, qui est peut-être vraie, est qu'Ermak a tenté de fuir vers un bateau fluvial et s'est noyé sous le poids de l'armure que le tsar lui avait envoyée.

## Abandon de Sibir
Le commandement est passé à Ivan Glukhov. Avec seulement 150 hommes survivants, il pensait qu'il était impossible de tenir le coup et il descendit donc l'Irtych et l'Ob et traversa la Russie en passant par le nord de l'Oural. Ali, le fils de Koutchoum, réoccupa la ville mais fut chassé par Seid Akhmat (Naumov l'appelle Seidiak).
Les renforts de Mansurov arrivèrent mais n'étaient pas assez forts pour faire quoi que ce soit. Ils hivernèrent quelque part sur l'Ob et traversèrent l'Oural au printemps suivant, en 1586 (Naumov fit rencontrer Glukhov et Mansurov et ils retournèrent ensemble en Russie).

## Réoccupation
Ermak avait échoué, mais le khanat de Sibir avait été démantelé et Seid Akhmat n'avait pas pu le restaurer. La zone a été laissée aux chefs autochtones, qui possédaient peu d'armes à feu. La politique russe était basée sur la construction systématique de forts et utilisait cette méthode pour s'étendre au sud de Moscou. En 1586, trois cents russes construisirent un ostrog (forteresse) à Tioumen, et en 1587, ils construisirent un autre fort à Tobolsk. En 1588, Seid Akhmat et les Karacha furent invités à Tobolsk, capturés et envoyés à Moscou.
En 1594, Tara a été construite sur l'Irtych moyen pour garder la route des caravanes. En 1591, la rivière Konda mansi fut annexée. En 1594, Sourgout, à la jonction de l'Ob et de l'Irtych, fut fondée. Cette année-là, le prince de Pelym (en) fut vaincu.
Koutchoum a lancé plusieurs attaques mais a été vaincu dans la steppe de Barabinsk, probablement en 1598. Cette année-là, Verkhotourié a été construite pour sécuriser la route traversant l'Oural. Dans les années 1590, les russes traversèrent le nord de l'Oural jusqu'au bassin inférieur de l'Ob. Ketsk a été fondée en 1602, ouvrant la route vers le fleuve Ienisseï.